# 葡萄糖酸亚铁
葡萄糖酸亚铁，是一种黑色化合物，为葡萄糖酸与亚铁离子形成的盐。常用作补铁剂。 

## 用途

### 医学
葡萄糖酸亚铁可有效治疗低色素性贫血。与其他含铁制剂相比，葡萄糖酸亚铁可以可产生令人满意的网织红细胞反应、高铁利用率和血红蛋白日增量，并在相当短的时间内恢复到正常水平。

### 食品添加剂
根据联合国粮食及农业组织标准，在食品中，葡萄糖酸亚铁被仅允许用于橄榄的添加剂，最大允许剂量为150 mg/kg。
在欧洲，葡萄糖酸亚铁常用于加工橄榄的着色剂，赋予橄榄均匀的墨黑色，欧盟食品标签E编码为E579。
在中华人民共和国，葡萄糖酸亚铁被批准用于食品营养强化剂和添加剂使用。

## 毒性
葡萄糖酸亚铁过量可能会产生毒性。儿童摄入10-20 mg/kg铁元素可能会出现中毒迹象，摄入量超过60 mg/kg 可能会导致严重毒性。铁具有局部和全身作用，它对胃肠道粘膜有腐蚀性，会对心脏和血液系统产生包括脱水、低血压、脉搏快而弱、休克；对肺、肝、胃肠系统产生腹泻、恶心、呕血；对神经系统产生发冷、头晕、昏迷、抽搐、头痛；以及对皮肤产生潮红、肤色苍白、嘴唇和指甲发青等诸多不良反应。